# Chansolme
Chansolme, in creolo haitiano Chansòl, è un comune di Haiti facente parte dell'arrondissement di Port-de-Paix nel dipartimento del Nordovest.